# Sociedade Brasileira de Cinofilia
Sociedade Brasileira de Cinofilia (SOBRACI) é uma confederação que regulamenta a criação, registro de canis, emissões de pedigree e exposições de cães de raça no Brasil. É uma entidade alternativa a CBKC, admitindo, inclusive, padrões alternativos ou padrões de novas raças caninas, desde que devidamente justificados e aprovados por ela. A SOBRACI é afiliada a WKU (World Kennel Union), sediada na Ucrania e a FECAM (Federação Canina do Mercosul), sediada na Argentina.